# 阿拉达尔吐苏木
阿拉达尔吐苏木，是中华人民共和国内蒙古自治区兴安盟扎赉特旗下辖的一个乡镇级行政单位。

## 行政区划
阿拉达尔吐苏木下辖以下地区：
阿拉达尔吐嘎查委会、巴雅嘎查委会、巴音敖来嘎查委会、哈日乌拉嘎查委会、胡力斯台嘎查委会、沙日格台嘎查委会、图门嘎查委会和乌兰毛都嘎查委会。